# Димитриадис, Анастасиос
Анастасиос Димитриадис (греч. Αναστάσιος Δημητριάδης; 27 февраля 1997 года, Салоники, Греция) — греческий футболист, полузащитник клуба «ПАОК», выступающий на правах аренды за «Караискакис».

## Клубная карьера
Димитриадис является воспитанником «ПАОКа», в академию которого он пришёл в 2012 году из другого греческого клуба — «Ираклиса». Со второй половины сезона 2015/16 — привлекается к тренировкам с основной командой. 12 марта 2016 года в поединке 23 тура против «Панетоликоса» дебютировал в греческом чемпионате, выйдя на замену на 90-й минуте вместо Иоанниса Мистакидиса.
1 июля 2016 года заключил контракт с «ПАОКом» сроком на четыре года.

## Карьера в сборной
Игрок юношеских сборных Греции различных возрастов. Принимал участие в отборочных раундах к юношеским чемпионатам Европы, однако в финальную часть не выходил.